# Проске, Дженн
Дженн Проске (англ. Jenn Proske, род. 8 августа 1987, Торонто, Канада) — канадо-американская актриса, более всего известная по роли Бекки в кинопародии «Вампирский засос».

## Биография
Окончила театральную студию при университете Бостона. Получила двойное гражданство США и Канады. Свой кинодебют совершила сыграв роль Бэкки Крэйн в пародии на популярную серию фильмов «Сумерки. Сага». Этот фильм с её участием вышел 18 августа 2010 в США и 24 ноября 2010 во Франции. Картина принесла ей много похвальных отзывов за имитацию персонажа Кристен Стюарт, которая играет Беллу Свон в первоначальном фильме.

## Фильмография
| Год  |    | Русское название                       | Оригинальное название              | Роль             |
| ---- | -- | -------------------------------------- | ---------------------------------- | ---------------- |
| 2010 | ф  | Вампирский засос                       | Vampires Suck                      | Бекка Крэйн      |
| 2010 | с  | C.S.I.: Место преступления Нью-Йорк    | CSI: NY                            | Серена Мэттьюс   |
| 2011 | ф  | Печально известные подвиги Джека Уэста | The Infamous Exploits of Jack West | Камбрия Уэст     |
| 2011 | тф | Домашняя игра                          | Home Game                          | Тэсс             |
| 2012 | с  | Закон и порядок: Специальный корпус    | Law & Order: Special Victims Unit  | Меган Уэллер     |
| 2012 | тф | Молчание до гроба                      | Sexting in Suburbia                | Дина ван Клив    |
| 2012 | с  | Обитель лжи                            | House of Lies                      | Бет              |
| 2012 | с  | Особо тяжкие преступления              | Major Crimes                       | Аманда Мартино   |
| 2012 | с  | Красавица и чудовище                   | Beauty and the Beast               | Кларисса Уитворт |
| 2013 | с  | Грейсленд                              | Graceland                          | Эбби             |